# سنغافورة في مستعمرات المضيق
سنغافورة في مستعمرات المضيق هي فترة في تاريخ سنغافورة من عام 1826 إلى 1942، كانت خلالها جزءًا من مستعمرات المضيق إلى جانب بينانغ وملقا.
كانت مستعمرات المضيق سابقًا مقرًّا، أو فرعًا، لرئاسة البنغال (رسميًا رئاسة فورت ويليام)، في عام 1867 أصبحت من مستعمرات التاج المستقلة، ويرجع ذلك أساسًا إلى الاختلافات الاثنية واللغوية، وأصبح المكتب الاستعماري مُشرفًا عليها في وايتهول، لندن. فرضت سنغافورة نفسها في تلك الفترة بمثابة ميناء تجاري هام وتطورت لتصبح مدينة رئيسية مع زيادة التعداد السكاني بشكل سريع. عُلّق الحكم البريطاني في فبراير عام 1942، عندما غزا الجيش الإمبراطوري الياباني سنغافورة من خلال جبهة المحيط الهادئ أثناء الحرب العالمية الثانية وأُطلق عليها آنذاك اسم سيونان- تو.
بعد الحرب، أُعيدت سنغافورة إلى الحكم البريطاني. انفصلت بعد ذلك عن مستعمرات المضيق، وأصبحت مستعمرة قائمة بذاتها مع حاكمها الخاص.

## مقر رئاسة البنغال (1830 – 1867)
في عام 1830، أصبحت مستعمرات المضيق مقرًا، أو فرعًا، لرئاسة البنغال، في الهند البريطانية. استمرت هذه الحالة حتى عام 1867.

### التجارة والاقتصاد
خلال العقود اللاحقة، نمت سنغافورة لتصبح واحدة من أهم الموانئ في العالم. ساهمت العديد من الأحداث خلال هذه الفترة في نجاحها. تُوج التدخل البريطاني في شبه جزيرة ملايو من عشرينيات القرن التاسع عشر وما بعد، خلال سبعينيات القرن التاسع عشر، بتشكيل مالايا البريطانية. خلال هذه الفترة، أصبحت ملايا مُنتِجًا ذو أهمية متزايدة للمطاط الطبيعي والقصدير، شُحن الكثير من هذه المواد عن طريق سنغافورة. كانت سنغافورة أيضًا بمثابة مركز إداري لمالايا حتى ثمانينيات القرن التاسع عشر، حين نُقلت العاصمة إلى كوالالمبور.
في عام 1834، أنهت الحكومة البريطانية احتكار شركة الهند الشرقية للتجارة الصينية، مما سمح للشركات البريطانية الأخرى بدخول السوق وبالتالي زيادة حركة الشحن. افتُتحت التجارة مع الصين بتوقيع المعاهدات غير المتكافئة، التي بدأت عام 1842. ظهور السفن البخارية العابرة للمحيطات، والتي كانت أسرع من السفن البخارية وذات سعة أكبر، قلل من تكاليف النقل وأدى إلى ازدهار التجارة. استفادت سنغافورة أيضًا من كونها محطة لتزويد البحرية الملكية والسفن التجارية بالفحم. أدى افتتاح قناة السويس في عام 1869 إلى تقليل مدة السفر من أوروبا إلى شرق آسيا بشكل كبير، مما أدى أيضًا إلى تعزيز التجارة.
بحلول عام 1880، كان أكثر من 1.5 مليون طن من البضائع يمر عبر سنغافورة كل عام، يُنقل نحو 80% منها بواسطة البواخر والسفن التجارية. ازدهر النشاط التجاري فيها في ظل القيود المحدودة وغياب الضرائب بكونها محطة تجارية لإعادة التصدير. أُنشئت العديد من مقرات التجار في سنغافورة من قِبل الشركات التجارية الأوروبية بشكل رئيسي، ولكن أيضًا من قِبل التجار اليهود والصينيين والعرب والأرمن والأمريكيين والهنود. كان هناك أيضًا العديد من الوسطاء الصينيين الذين تولوا معظم العمليات التجارية بين التجار الأوروبيين والآسيويين.

### الخدمة المدنية
على الرغم من أهمية سنغافورة المتزايدة، إلا أن الإدارة التي أُنشأت لحكم الجزيرة كانت ضعيفة وغير فعالة وتعاني بشكل عام من نقص في الموظفين وضعفٍ في التمويل. عادةً ما كان المسؤولون المرسلون من الهند ذوي معرفة قليلة أو معدومة بالمنطقة، ولم يكونوا على دراية باللغات المحلية وعادات الشعب. كانت الإدارة غير مهتمة برفاهية الشعب، طالما التجارة البريطانية غير متضررة.
في حين تضاعف عدد سكان سنغافورة أربع مرات بين عامي 1830 و1867، ظل قوام الخدمة المدنية في سنغافورة نفسه دون تغيير. في عام 1850، كان هناك اثنا عشر ضابط شرطة فقط للحفاظ على النظام في مدينة يبلغ عدد سكانها نحو 60,000. لم يتمكن معظم السكان من الحصول على خدمات الصحة العامة، وسببت أمراض مثل الكوليرا والجدري مشاكل صحية خطيرة، وخاصة في مناطق الطبقة العاملة المكتظة. كان سوء التغذية وتدخين الأفيون من البلايا الاجتماعية الكبيرة خلال هذه الفترة.

### المجتمع
منذ عام 1827، أصبح الصينيون أكبر مجموعة اثنية في سنغافورة. خلال سنوات الاستعمار الأولى، كان معظم الصينيين في سنغافورة من البيراناكان، أحفاد الصينيين الذين استقروا في الأرخبيل منذ قرون، والذين كانوا غالبًا تجارًا ميسورين. مع تطور الميناء، توافد عدد كبير من العمال الصينيين إلى سنغافورة بحثًا عن عمل. كان هؤلاء العمال المهاجرون عمومًا من الذكور والفقراء وغير المتعلمين، وغادروا الصين (معظمهم من جنوب الصين) هربًا من الكوارث السياسية والاقتصادية في بلادهم.
طمحوا إلى جني ثروتهم في جنوب شرق آسيا والعودة إلى وطنهم في الصين، لكن معظمهم كان محكومًا عليه بحياة العمالة غير الماهرة منخفضة الأجر. حتى القرن العشرين، انتهى الأمر بعدد قليل من الصينيين إلى الاستقرار بشكل دائم، ويرجع ذلك أساسًا إلى عدم وجود زوجات لهم. كانت النسبة بين الذكور والإناث في المجتمع الصيني في سنغافورة نحو مئة إلى واحد، ويرجع ذلك بالدرجة الأولى إلى القيود التي فرضتها الحكومة الصينية، حتى ستينيات القرن التاسع عشر، على هجرة النساء.
كان الملايو في سنغافورة ثاني أكبر مجموعة اثنية فيها حتى ستينيات القرن التاسع عشر. رغم أن العديد من الملايو واصلوا العيش في قرية كامبونغ، أو قرى الملايو التقليدية، إلا أن معظمهم عملوا أُجراءً وحرفيين. كان هذا على عكس معظم الملايو في مالايا، الذين ظلوا مزارعين.
بحلول عام 1860، أصبح الهنود ثاني أكبر مجموعة اثنية. كانوا عبارة عن عمال غير ماهرين مثل العمال الصينيين، وتجارًا، وجنودًا مرابطين في سنغافورة وضعتهم الحكومة من مقرها في كلكتا، بالإضافة إلى عدد من المدانين الهنود الذين أُرسلوا إلى سنغافورة لتنفيذ مشاريع الأشغال العامة، مثل إزالة الأدغال والمستنقعات ورصف الطرق. ساعدوا أيضًا في تشييد العديد من المباني، منها كاتدرائية القديس أندرو والعديد من المعابد الهندوسية. بعد قضاء مدة عقوبتهم، اختار العديد من المدانين البقاء في سنغافورة.
نتيجة لأسلوب الإدارة بعدم التدخل وطابع السكان العابر وغير المتعلم الذي يغلب عليه الذكور، فقد كان مجتمع سنغافورة خارج عن القانون وفوضوي إلى حد ما. انتشرت الدعارة والقمار وتعاطي المخدرات (خاصة الأفيون). كانت التنظيمات السرية الإجرامية الصينية (المشابهة لعصابة الثالوث الصينية المعاصرة) قوية للغاية؛ كان لدى البعض عشرات آلاف الأعضاء، وأدت حروب النفوذ بين التنظيمات المتنافسة أحيانًا إلى عدد قتلى يصل إلى المئات. حققت محاولات قمع هذه الجمعيات السرية نجاحًا محدودًا، واستمرت في كونها مشكلة حتى القرن العشرين.
تطورت عمارة سنغافورة في تلك الفترة، ولايزال هناك عناصر معمارية واضحة حتى اليوم في شكل متاجر (وهي محلات تجارية تعلوها طوابق سكنية)، كتلك الموجودة في الهند الصغيرة أو الحي الصيني.